# أوريم
أوريم (Ourém) بلدية برتغالية، بلغ تعداد سكانها 46.216 نسمة وتقع في مقاطعة سانتاريم.

## توأمة
لأوريم اتفاقيات توأمة مع كل من:
- بورلادينغن
- تشيستوخوفا
- Le Plessis-Trévise [الإنجليزية]‏